# イリンガ州
イリンガ州（イリンガしゅう、Mkoa wa Iringa）は、タンザニア中南部の州である。人口1,495,333人（2002年）、州都は北部に位置するイリンガである。

## 歴史
2012年にンジョンベ州が分離した。

## 隣接州
西部にムベヤ州、北部にシンギダ州、ドドマ州、東部にモロゴロ州、南部にンジョンベ州と接している。

## 地理
南西部にはマラウイ湖を臨む。このマラウイ湖岸には、リビングストン山地が横たわる。イリンガ州の北西部には、ルングワ川動物保護区から昇格したルアハ国立公園（Ruaha National Park）が設けられている。

## 下位行政区画
- Iringa Urban District
- Iringa Rural District
- Kilolo District
- Mufindi District
- Mafinga Town Council